# Liste des plus hauts gratte-ciel du Moyen-Orient
Cet article dresse une liste des plus hauts gratte-ciel du Moyen-Orient, avec la hauteur (en mètre), l'année de construction et le nombre d'étages.

## Méthodologie
La liste suivante est basée sur les critères suivants :
- Les structures considérés sont des gratte-ciel, c’est-à-dire des immeubles de grande hauteur dont la moitié de la hauteur au minimum est composée d'espaces utilisables. Les tours auto-portantes (Borj-e Milad), mâts de radio-diffusion, piles de pont, ou cheminée d'usine ne sont pas pris en compte.
- La hauteur prise en compte est la hauteur structurelle de l'édifice, c’est-à-dire comprenant les flèches éventuelles. La hauteur du toit peut être moindre ; les antennes ne faisant pas partie du gratte-ciel à proprement parler ne sont pas incluses.
- À hauteur égale, les bâtiments sont classés de préférence par nombre d'étages décroissant, puis par année de construction décroissante, puis par ordre alphabétique.
- Géographiquement, ne sont pris en compte que les immeubles situés au Moyen-Orient, c'est-à-dire en Arabie saoudite, au Bahreïn, aux Émirats arabes unis, en Iran, en Irak, en Israël, en Jordanie, au Koweït, au Liban, en Oman, au Qatar, en Syrie, et au Yemen.

## Liste des gratte-ciel moyen-orientaux construits
| Place | Nom                                     | Ville     | Pays                | Année | Hauteur (m) | Étages |
| ----- | --------------------------------------- | --------- | ------------------- | ----- | ----------- | ------ |
| 1     | Burj Khalifa                            | Dubaï     | Émirats arabes unis | 2010  | 828         | 163    |
| 2     | Makkah Royal Clock Tower                | La Mecque | Arabie saoudite     | 2012  | 601         | 120    |
| 3     | Princess Tower                          | Dubaï     | Émirats arabes unis | 2012  | 413,4       | 101    |
| 4     | Al Hamra Tower                          | Koweït    | Koweït              | 2011  | 412,6       | 80     |
| 5     | 23 Marina                               | Dubaï     | Émirats arabes unis | 2012  | 392,4       | 88     |
| 6     | Burj Mohammed Bin Rashid                | Abou Dabi | Émirats arabes unis | 2014  | 381,2       | 88     |
| 7     | Elite Residence                         | Dubaï     | Émirats arabes unis | 2012  | 380,5       | 87     |
| 8     | Address Boulevard                       | Dubaï     | Émirats arabes unis | 2017  | 368         | 72     |
| 9     | Almas Tower                             | Dubaï     | Émirats arabes unis | 2008  | 360         | 68     |
| 10    | JW Marriott Marquis Hotel Dubai Tower 2 | Dubaï     | Émirats arabes unis | 2013  | 355,4       | 82     |
| 11    | JW Marriott Marquis Hotel Dubai Tower 1 | Dubaï     | Émirats arabes unis | 2012  | 355,4       | 82     |
| 12    | Emirates Tower One                      | Dubaï     | Émirats arabes unis | 2000  | 354,6       | 54     |
| 13    | The Marina Torch                        | Dubaï     | Émirats arabes unis | 2011  | 352         | 86     |
| 14    | ADNOC Headquarters                      | Abou Dabi | Émirats arabes unis | 2015  | 342         | 65     |
| 15    | Rose Tower                              | Dubaï     | Émirats arabes unis | 2007  | 333         | 71     |
| 16    | Al Yaqoub Tower                         | Dubaï     | Émirats arabes unis | 2013  | 328         | 69     |
| 17    | The Index                               | Dubaï     | Émirats arabes unis | 2010  | 326         | 80     |
| 18    | The Landmark                            | Abou Dabi | Émirats arabes unis | 2013  | 324         | 72     |
| 19    | Burj-al-Arab                            | Dubaï     | Émirats arabes unis | 1999  | 321         | 56     |
| 20    | HHHR Tower                              | Dubaï     | Émirats arabes unis | 2010  | 317,6       | 72     |
| 21    | Al-Obeikan Hilton Tower Hotel           | Riyad     | Arabie saoudite     | 2017  | 200         | 35     |